# Marie besöks orden

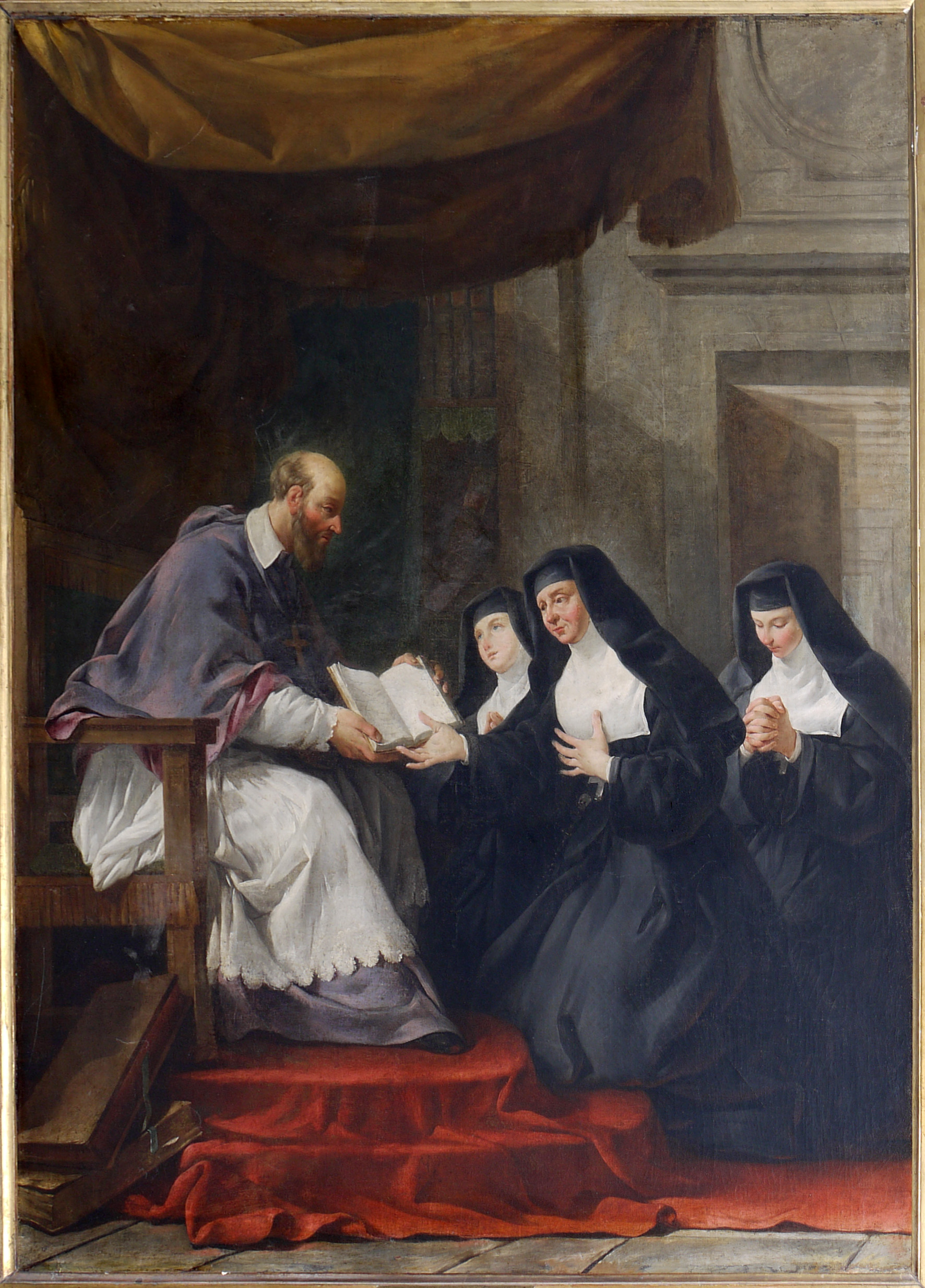
Frans av Sales överlämnar Marie Besöks-ordens ordensregel till Jeanne de Chantal.

Marie besöks orden, även Marie-Besöks-orden, franska L'ordre de la Visitation Sainte-Marie, även Visitandinnornas orden och Salesiansystrarna, är en romersk-katolsk klosterorden grundad 1610 av Frans av Sales och Jeanne de Chantal i Annecy. Namnet anspelar på det besök som den havande Jungfru Maria avlade hos den likaledes havande Elisabet, vilket nämns i Lukasevangeliet 1:39–56.